# Агрегатно стање
Агрегатно стање је макроскопски облик постојања материје, униформних физичких особина, и униформног хемијског састава у којем честице (атоми, молекули, јони...) имају карактеристичан просторни распоред и карактеристичне облике кретања. Тип агрегатног стања (чврсто, течно, гасовито, плазма) зависи од односа термалне енергије честица и енергије међучестичних интеракција. Промене агрегатних стања се називају фазни прелази. Многа друга стања су позната као што су Босе–Ајнштајнов кондензат и неутрон-дегенерисана материја, мада се она јављају само у екстремним ситуацијама као што су ултра хладна или ултра густа материја. Друга стања, као што су кварк–глуонске плазме, се сматрају могућим али су за сад у домену теорије.
Историјски, дистинкција се правила на основу квалитативних разлика у својствима. Материја у чврстом стању задржава фиксну запремину и облик, са саставним честицама (атомима, молекулима или јонима) близу један другог и са фиксним позицијама. Материја у течном стању задржава фиксну запремину, али има променљиви облик који се прилагођава суду. Њене честице су још увек близу једна другој али су слободније. Материја у гасовитом стању има променљиву запремину и облик, адаптирајући обе да попуни суд. Њене честице су нити близу једна другој нити имају фиксну позицију. Материја у стању плазме има променљиву запремину и облик, као и неутралне атоме, она садржи знатан број јона и електрона, који могу да се слободно крећу. Плазма је најраспрострањенија форма видљиве материје у свемиру.
Термин фазе се понекад користи као синоним за стање материје, мада систем може да садржи неколико фаза истог стања материје које се не мешају.

## Четири фундаментална стања

### Чврсто агрегатно стање
Тела у чврстом стању могу бити кристална и аморфна. У кристалним телима атоми су правилно распоређени у простору и само осцилују око равнотежних положаја. У аморфним телима честице исто осцилују око равнотежних положаја али је њихов просторни распоред неуређен.
Стакла и друге некристалне, аморфне чврсте материје без уређености на већим растојањима нису у термално равнотежним основним стањима; стога се она описују као некласична стања материје.
Чврсте материје се могу трансформисати у течности топљењем, а течности се могу трансформисати у чврсте материје замрзавањем. Чврсте материје такође могу директно да пређу у гасове путем процеса сублимације, и гасови могу на аналоган начин директно да пређу у чврсто стање путем депозиције.

### Течно агрегатно стање
У течном стању распоред честица наликује на аморфно, с тиме што је допуштено и транслаторно кретање честица. Дакле, поред осциловања око равнотежних положаја честице се међусобно крећу. (Молекули могу још и да ротирају око свог центра масе и још да поседују бројне облике унутрашњег кретања попут вибрација, торзионих осцилација, ротација, конформационих прелаза итд.) При томе честице могу да размењују положаје и да стварају нове, међутим, привлачне силе су довољно велике у односу на термалну енергију да држе честице на блиским растојањима. Отуда течности имају константну запремину али не и облик.

### Гасовито агрегатно стање
У гасовитом стању привлачне силе међу честицама знатно су слабије од њихове топлотне енергије па се честице скоро слободно крећу испуњавајући целокупан расположиви простор.

### Плазма
Плазма је јонизован гас који се због јединствених особина сматра посебним агрегатним стањем материје. Одлике плазме су степен јонизације, температура, густина и магнетна индукција. Од ових параметара зависе особине плазме.

## Остала агрегатна стања
Поред основних агрегатних стања (чврсто, течно, гасовито и плазма) постоји и читава серија међустања, која се називају и течни кристали или мезоморфна стања, која су по својим особинама између течног и чврстог стања. Практично ради се о анизотропним течностима, дакле, системима у којима честице имају покретљивост течности али просторни распоред кристала.

## Промена агрегатног стања
Прелаз из једног агрегатног стања у друго назива се фазни прелаз. При томе се мења само релативни распоред честица и/или њихова покретљивост али не и њихова хемијска природа. Дакле, промена агрегатног стања је стриктно физички процес без хемијских реакција. Промена агрегатног стања може да буде скоковита (топљење леда, сублимација јода, испаравање воде) или континуална (омекшавање стакла). На температури апсолутне нуле скоро све супстанце су у чврстом стању. На екстремно високим температурама скоро све супстанце прелазе у плазму. Појава суперпроводности је везана за фазни прелаз, тако да постоје суперпроводна стања. Слично томе, феромагнетична стања су означена фазним прелазима и имају препознатљива својстава. Кад дође до промене стања посредни кораци се називају мезофазама. Такве фазе су искоришћене увођењем технологије течних кристала.

Стање или фаза дате материје се може променити у зависности од притиска и температуре, при чему долази до прелаза у друге фазе кад се услови промене тако да погодују њиховом постојању; на пример, чврста материја прелази у течност са повишењем температуре. У близини апсолутне нуле, супстанца постоји као чврста материја. Са додатком топлоте супстанца се топи у течност на тачки топљења, кључа у гас на њеној тачки кључања, и ако се довољно загреје прелази било у стање плазме у коме електрони имају довољно енергије да напусте атоме.
Форме материје које се не састоје од молекула и које су организоване различитим силама се такође могу сматрати различитим стањима материје. Суперфлуиди (попут Фермионског кондензата) и кварк–глуонске плазме су примери.
У хемијској једначини, стање материје хемикалија се може приказати као (с) за чврсте материје, (л) за течности, и (г) за гас. Водени раствор се означава са (аq). Материја у стању плазме се ретко користи (ако икад) у хемијским једначинама, тако да нема стандардног симбола за њено означавање. У ретким једначинама у којима се користи плазма она се обележава са (п).

## Особине агрегатног стања
Под особинама агрегатног стања подразумевамо статичке особине као што су:
- притисак
- температура
- ентропија
- топлотни капацитет
- симетрија просторног уређења (симетрија кристала у чврстом стању)

Као и динамичке особине као:
- брзина звука у средини
- топлотна проводљивост
- електрична проводљивост
- модул еластичности

Одреднице које карактеришу "врсту честица" од којих се систем састоји не одређују директно агрегатно стање. Другим речима, течност је течност јер се понаша као иста, па макар била вода, ацетон, етанол, анти-вода (анти-кисеоник + анти-водоник), итд.
Нека добро позната агрегатна стања:
- чврсто
- текуће (течност)
- гасовито (Босе, Ферми и класични гасови)
- плазма
- У(1) суперфлуид (пример: Коперови парови електрона у обичном суперпроводнику; део He4 течности испод 4К; Бозе-Ајнштајнов кондензат Rb атома)

Мање позната агрегатна стања су:
- суперсолид
- фракциона квантна Халл течност (ниско-температурни електронски гас)
- поремећена X-Y кристална решетка

## Остала агрегатна стања
Поред основних агрегатних стања (чврсто, течно, гасовито и плазма) постоји и читава серија међустања, која се називају и течни кристали или мезоморфна стања, која су по својим особинама између течног и чврстог стања. Практично ради се о анизотропним течностима, дакле, системима у којима честице имају покретљивост течности али просторни распоред кристала.

### Стакло
Стакло је некристални или аморфни чврсти материјал који испољава стаклени прелаз кад се загрева до течног стања. Стакла могу да буду направљена од сасвим различитих класа материјала: неорганских мрежа (као што је прозорско стакло, направљено од силиката са адитивима), металних легура, јонских растопа, водених раствора, молекулских течности, и полимера. Термодинамички, стакло је у метастабилном стање у односу на своје кристалне пандане. Брзина конверзије је међутим практично једнака нули.

### Кристали са извесним степеном неуређености
Пластични кристал је молекулски чврсти материјал са позиционим уређењем на великим растојањима, при чему конституентни молекули задржавају ротациону слободу; у оријентационом стаклу ти степени слободе су замрзнути у угашеном неуређеном стању.
Слично томе, у спинском стаклу магнетна неуређеност је замрзнута.

### Стања течних кристала
Стања течних кристала имају својства која су на прелазу између покретних течности и уређених чврстих материја. Генерално, течни кристали могу да теку, попут течности, мада испољавају уређеност на великим растојањима. На пример, нематична фаза се састоји од дугих штапићастих молекула, као што је пара-азоксианизол, који је нематичан у температурном опсегу 118–136 °C. У том стању молекули теку као течности, али су сви усмерени у истом правцу (унутар сваког домена) и не могу слободно да ротирају.
Дриги типови течних кристала су описани у главном чланку о њима. Неколико топова има технолошки значај, на пример, у течно кристалним дисплејима.

### Магнетно уређена стања
Атоми прелазних метала често имају магнетне моменте услед нето спина електрона који остају неспарени и не формирају хемијске везе. У неким чврстим материјалима магнетни моменти различитих атома су уређени и могу да формирају феромагнет, антиферомагнет или феримагнет.
Код феромагнетизма — на пример чврстог гвожђа — магнетни моменат на сваком атому је поравнат у истом правцу (унутар магнетног домена). Ако су и домени поравнати, чврсти материјал је перманентни магнет, који је магнетан чак и у одсуству спољног магнетног поља. Магнетизација се губи кад се магнет загрева до Киријеве тачке, која је код гвожђа на 768 °C.
Антиферомагнет има две мреже једнаких и супротних магнетних момената, које поништавају једна другу тако да је нето магнетизација једнака нули. На пример, у никл(II) оксиду (NiO), половина никлових атома има моменте поравнате у једном смеру, а половина у супротном смеру.
Код феромагнета, две мреже магнетних момената су супротне али су неједнаке, тако да поништавање није комплетно и постоји извесна магнетизација. Пример је магнетит, који садржи  и  јоне са различитим магнетним моментима.

### Микрофазно-одвојена стања
Кополимери могу да подлегну микрофазној сепарацији и да формирају разноврсне низове периодичних наноструктура, као што је приказано на примеру кополимера стирен-бутадиен-стиренског блока приказаног десно. Микрофазна сепарација се може разумети по аналогији са фазним раздвајањем између уља и воде. Услед хемијске инкомпатибилности између два блока, блок кополимера подлеже сличној фазној сепарацији. Међутим, пошто су блокови ковалентно везани један за други, они се не могу макроскопски раздвојити као што то вода и уље чине, него уместо тога блокови формирају структуре нанометарске величине. У зависности од релативних дужина сваког блока и свеукупне топологије блокова полимера, може настати мноштво морфологија, свака од којих је засебна фаза материје.

### Квантно спинска течност
Квантно спинска течност има неуређено стање у систему интерагујућих квантних спинова, које очувава своју неуређеност до веома ниских температура, за разлику од других неоријентисаних стања.

## Нискотемпературна стања

### Суперфлуид
У близини апсолутне нуле, неке течности формирају друго течно стање које се назива суперфлуидом, које има нулти вискозитет (или инфинитну флуидност; тј., тече без трења). То је откривено 1937. године за хелијум, који формира суперфлуид испод ламбда температуре од 2,17 К. У том стању он покушава да се „испење“ из свог суда. Он исто тако има бесконачну термалну проводност, тако да се температурни градијент не може формирати у суперфлуиду. Смештање суперфлуида у вртећи контејнер производи квантизоване вртлоге.
Та својства се теоријски објашњавају претпоставком да уобичајени изотоп хелијум-4 формира Бозе–Ајнштајнов кондензат (погледајте следећу секцију) у суперфлуидном стању. Недавно су суперфлуиди Фермионског кондензата били формирани на још нижим температурама за ретке изотопе хелијум-3 и литијум-6.

### Бозе–Ајнштајнов кондензат
Године 1924, Алберт Ајнштајн и Сатyендра Натх Босе су предвидели постојање „Бозе–Ајнштајновог кондензата“ (БЕЦ), које се у понекад назива петим стањем материје. У овом стању материја престаје да се понаша као сет независних честица, и колапсира у једно квантно стање које се може описати са једном униформном таласном функцијом.
У гасној фази, Бозе–Ајнштајном кондензат је остао непотврђено теоретско предвиђање дуги низ година. Истраживачке групе Ерика Корнела и Карла Вимана са универзитета у Колораду су 1995. године експериментално произвеле први такав кондензат. Бозе–Ајнштајнов кондензат је „хладнији“ од чврсте материје. Он се може формирати кад атоми имају веома сличне (или исте) квантне нивое, на температурама блиским апсолутној нули (−273,15 °C).

### Фермионски кондензат
Фермионски кондензат је сличан Бозе–Ајнштајновом кондензату али се састоји од фермиона. Паулијев принцип искључења спречава фермионе да заузму исто квантно стање, али се пар фермиона може понашати као бозон, и вишеструки такви парови могу затим да ступе у исто квантно стање без ограничења.

### Рајдбергов молекул
Једно од метастабилних стања јако неидеалне плазме је Рајдбергова материја, која се формира након кондензације побуђених атома. Ти атоми исто тако могу да се претворе у јоне и електроне, ако достигну одређену температуру. Априла 2009, Натуре је објавила чланак о формирању Рајдбергових молекула из Рајдберговог атома и атома у основном стању, чиме је потврђено да такво стање материје може да постоји. Експеримент је изведен користећи ултрахладне атоме рубидијума.

### Квантно Холово стање
Квантно Холово стање доводи до квантизованог Холовог напона који се мери у нормалном правцу на проток струје. Квантно спинско Холово стање је теоретска фаза која може да поплоча пут до развоја електронских уређаја који расипају мање енергије и генеришу мање топлоте. Оно је дериват квантног Холовог стања материје.

### Чудна материја
Чудна материја је тип кваркне материје која може да постоји у унутрашњости неких неутронских звезда у близини Толман–Опенхејмер–Волкофовог лимита (приближно 2–3 соларне масе). Она може да буде стабилна на нижим енергетским стањима након формирања.

### Фотонска материја
Код фотонске материје, фотони се понашају као да имају масу, и могу да формирају међусобне интеракције, чак и да формирају фотонске „молекуле“. То је у контрасту са уобичајеним својствима фотона, који немају масу мировања, и не могу да формирају интеракције.

### Дроплетон
Дроплетон је „квантна магла“ електрона и отвора који теку једни око других, и чак формирају таласе попут течности, уместо да се јављају као дискретни парови.

## Високо енергетска стања

### Дегенерисана материја
Под екстремно високим притисцима, обична материја подлеже транзицији до серије егзотичних стања материје која су колективно позната као дегенерисана материја. У тим условима, структура материје је подржана Паулијевим принципом искључења. Ова стања су од великог интереса за астрофизичаре, пошто се сматра да се услови високог притиска јављају унутар звезда које су искористиле њихово нуклеарно фузионо „гориво“, као што су бели патуљци и неутронске звезде.
Електронски дегенерисана материја се јављају унутар белих патуљака. Електрони остају везани за атоме, али се могу пренети на суседне атоме. Неутронски дегенерисана материја је присутна у неутронским звездама. Огромни гравитациони притисак компресује атоме толико пуно да су електрони присиљени да се комбинују са протонима путем инверзног бета распада, што доводи до супергустих конгломерација неутрона. (Нормално се слободни неутрони изван атомских језгара распадају са полуживотом мањим од 15 минута, али у неутронској звезди, као и у језгру атома, други ефекти стабилизују неутроне.)

### Кварк–глуонска плазма
Кварк–глуонска плазма је фаза у којој кваркови постају слободни и могу да се крећу независно (уместо да буду непрестано везани за честице) у мору глуона (субатомских честица које трансмитују јаку силу која везује кваркове); то је слично растављању молекула на атоме. Ово стање се може краткотрајно створити у акцелераторима честица, и оно омогућава научницима да уоче својства појединачних кваркова, и да потврде теорије.
Кварк–глуонска плазма је откривена у ЦЕРН институту 2000. године.

### Обојени стаклени кондензат
Обојени стаклени кондензат је тип материје за који се теоретски претпоставља да постоји у атомским језгрима чија брзина кретања је блиска брзини светлости. Следствено Ајнштајновој теорији релативности, високо енергетска језгра изгледају као да имају смањену дужину, или да су компресована, дуж правца кретања. Консеквентно, глуони унутар језгра изгледају непокретном посматрачу као „глуонски зид“ који путује брзином светлости. При веома високим енергијама, густина глуона у том зиду се знатно повећава. За разлику од кварк–глуонске плазме произведене колизијом таквих зидова, обојени стаклени кондензат описује саме зидове, и један је од унутрашњих својстава честица под високо енергетским условима као што су они при RHIC и вероватно у Великом хадронском колајдеру.

## Веома висока енергетска стања
Гравитациона сингуларност предвиђена општом релативношћу да постоји у центру црне рупе није фаза материје; она уопште није материјални објекат (мада је маса-енергија материје допринела њеном креирању) него је својство простор-времена на датој локацији. Свакако се може тврдити да су све честице својства простор-времена локације, чиме се отвара контроверзна полемика о овој теми.

## Друга предложена стања

### Суперчврсто стање
Суперчврсто стање је просторно уређени материјал (који је чврст или кристалан) са суперфлуидним својствима. Слично суперфлуиду, суперчврста материја има способност кретања без трења али задржава чврст облик. Мада је суперчврста супстанца чврста материја, она испољава знатан број карактеристика које је раздвајају од других чврстих материја, те је многи сматрају засебним стањем материје.

### Стринг-нет течност
У стринг-нет течности, атоми имају очевидно нестабилан распоред, попут течности, али су још увек конзистентни у свеукупном патерну, попут чврстог материјала. Кад су у нормалном чврстом стању, атоми материје се поравнавају у решеткастом обрасцу, тако да је спин сваког електрона супротан спину свих других електрона у додиру. У стринг-нет течности, атоми су организовани у обрасцу који захтева да неки од електрона имају суседе са истим спином. То доводи до ретких својстава, а исто тако даје и подршку неким неуобичајеним претпоставкама о фундаменталним својствима самог свемира.

### Суперстакло
Суперстакло је фаза материје која је окарактерисана истовремено суперфлуидношћу и замрзнутом аморфном структуром.

### Тамна материја
Док се процењује да тамна материја сачињава 83% свеукупне масе свемира, већина њених својства остаје мистерија због тога што она нити апсорбује нити емитује електромагнетну радијацију. Постоји мноштво конкурентских теорија које објашњавају састав тамне материје. Дакле, мада се хипотетише да она постоји и да сачињава највећи део материје свемира, скоро сва њена својства су непозната и ствар спекулације, пошто је она једино уочена путем њених гравитационих дејстава.

### Еквилибријумски гел
Еквилибријумски гел је сачињен од синтетичке глине зване Лапонит. За разлику од других гелова, он задржава исту конзистенцију широм своје структуре и стабилан је, што значи да се не раздваја у секције чврсте масе и оне које су више течна маса. Еквилибријумска гелна филтрациона течна хроматографија је техника која се користи за квантизацију везивања лиганда.